# 華陽丸
華陽丸(かようまる/かやうまる)は、長州藩(山口藩)所属の運輸船。

## 艦歴
『日本近世造船史 明治時代』によると

山口藩が松山で捕獲し、明治元年4月(1868年)に山口に持ち帰り、藩の保管とした。
同年閏4月から8月、馬関と三田尻間を航海した。
『日本海軍史 第7巻』『写真 日本海軍全艦艇史』によると

旧山口藩所属。明治元年松山で捕獲し軍務官所管となったが、同年2月に山口藩に返還された。

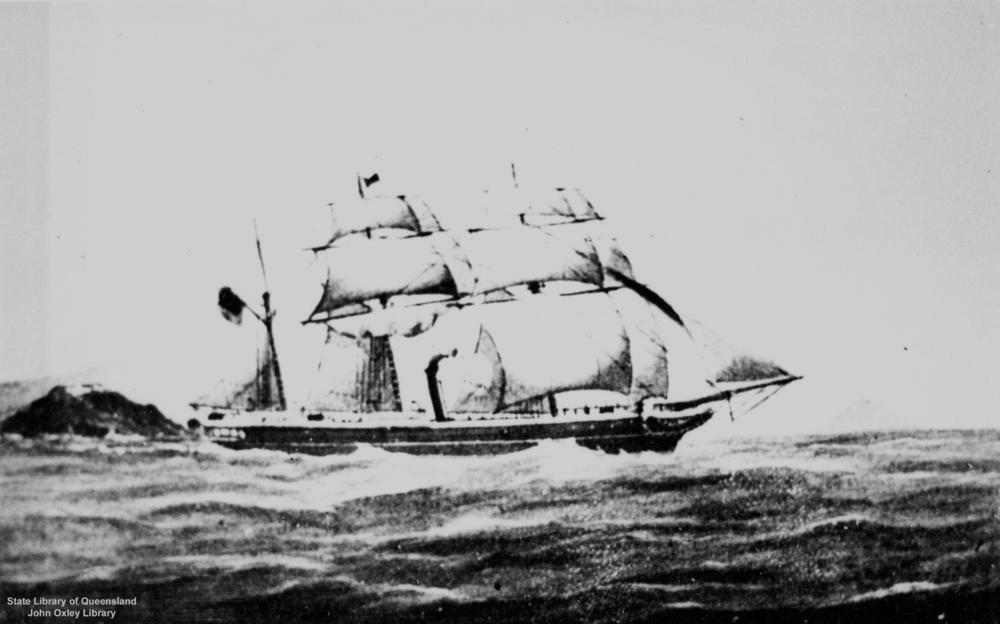
「チューサン」

『幕末の蒸気船物語』によれば、松山藩の「小芙蓉」を慶応4年2月（1868年3月）に長州藩が拿捕して「華陽丸」と改名。1872年に売却、解体。「小芙蓉」は元は1852年建造のP&O社蒸気船「チューサン (Chusan)」で、慶応2年（1866年）に松山藩が購入している。「グラバー商会」によれば「小芙蓉丸」で、8万ドルで購入。
慶応4年3月26日の天保山沖観艦式に参加している。

## 所属
上記のように『日本近世造船史 明治時代』では山口藩が保管、
『日本海軍史 第7巻』『写真 日本海軍全艦艇史』では一時的に軍務官(明治政府、日本海軍)の所属となった、
としている。